# Valdemar IV. Dánský
Valdemar IV. Atterdag (asi 1320 – 24. října 1375, Gurre) byl dánským králem v letech 1340 až 1375.

## Původ
Narodil se jako nejmladší ze šesti dětí dánského krále Kryštofa II. a jeho manželky Eufemie Pomořanské, dcery pomořanského vévody Bohuslava IV. a jeho manželky Mechtildy z rodu Askánců.
Na trůn nastoupil v roce 1340 po osmiletém bezvládí, když byl zabit holštýnský hrabě Gerhard III. Mladý, vzdělaný král ze začátku ovládal pouze severní Jutsko, postupně však získal zbytek Jutského poloostrova, ostrov Sjælland a další oblasti země, zničené a roztříštěné za vlády předešlého krále. V roce 1361 znovu sjednotil Dánsko, připojiv k němu Skåne a Gotland. To však vedlo k vypuknutí konfliktu s Hanzou, který skončil v roce 1370 podpisem pro Dánsko nevýhodného Stralsundského míru.
V roce 1346 Valdemar prodal řádu německých rytířů Estonsko, které Dánsku náleželo od roku 1219. Důvodem byla snaha koncentrovat síly k obnově království a vyhnout se eventuálnímu konfliktu s nebezpečným protivníkem - udržení vzdálené provincie by bylo příliš nákladné.
Za vlády Valdemara Atterdaga postihla Evropu v letech 1348–1350 první velká morová epidemie, která i v severní Evropě měla za následek velké množství obětí.

### Manželství
V roce 1340 se Valdemar na zámku Sønderborg oženil s Helvig Šlesvickou († 1374), dcerou šlesvického vévody Erika II. a jeho manželky Adelheid Holštýnské. Manželství bylo uzavřeno z politických důvodů – kromě jiného Helvig přinesla do manželství velké věno. Po narození nejmladší dcery Markéty v roce 1353 již se Helvig v písemných pramenech neobjevuje. Od roku 1355 pobývala v klášteře Esrum na ostrově Sjælland. Důvody jejího vstupu do kláštera nejsou zcela jasné. Uvádí se, že se tam uchýlila proto, že král si držel milenku jménem Tove. Jiné prameny však zmiňují, že byla v klášteře internována v důsledku svého románku s dánským rytířem Folkerem, který byl z rozkazu krále oběšen.
V klášteře Esrum zemřela Helvig v roce 1374 a byla zde i pochována. Klášterní kostel i královnin hrob byly zničeny v období reformace.

### Potomci
Z manželství krále Valdemara a Helvig Šlesvické se narodilo šest dětí:
- Kryštof (1341 – 11. června 1363), vévoda z Lollandu, svobodný a bezdětný
- Markéta (1345–1350)
- Ingeborg (4. ledna 1347 – 16. června 1370), ⚭ 1362 Jindřich III. Meklenburský (1337–1383), vévoda meklenburský
- Kateřina (1349, zemřela jako dítě)
- Valdemar (1350, zemřel jako dítě)
- Markéta (15. března 1353 – 28. října 1412), ⚭ 1363 Haakon VI. Magnusson (15. srpna 1340 – 11. září 1480), norský král v letech 1343–1380 a švédský král v letech 1362–1364

### Smrt a nástupce
Valdemar zemřel 24. října roku 1375. Pohřben byl původně ve Vordingborgu, posléze byly jeho ostatky uloženy v kostele kláštera v Sorø. V okamžiku jeho smrti z jeho šesti potomků byla naživu již jen jediná jeho dcera, nejmladší Markéta. Otázka nástupnictví na dánský trůn se stala předmětem sporu. Dánské stavy se sešly v Odensee, aby vybraly nového dánského krále. Velmožové měli volit mezi synem starší Valdemarovy dcery Ingeborg, meklenburským vévodou Albrechtem a Markétiným synem Olafem, dědicem norského trůnu; další možnost byla nová dynastie. Volba nakonec přinesla vítězství Markétě, jak pro její popularitu a půvab, tak pro to, že byla jediným přeživším potomkem zemřelého krále, v neposlední řadě pak také pro její svazek s Norskem i antiněmecké nálady; svou roli hrálo jistě i to, že na švédském trůně seděl Albrecht Meklenburský, Ingeboržin švagr (bratr jejího manžela) a Dánsko nestálo o dalšího meklenburského panovníka ve Skandinávii. Za krále Dánska byl tedy v roce 1376 vybrán Markétin syn jako Olaf II. s Markétou jako regentkou.

## Přídomek
Přídomek Atterdag (Zítřek) získal díky svému oblíbenému rčení „zítra bude nový den“.

## Odkaz
Valdemar IV. byl jedním z nejvýznamnějších středověkých dánských panovníků. Prameny hovoří o inteligentním, cynickém, podlém a chytrém vladaři se silným instinktem pro politiku a hospodářství, který jako by byl předobrazem Vladaře, jak jej o sto let později popsal a propagoval Niccolò Machiavelli.
O králi vypráví řada pověstí a legend; je hrdinou legendy o „Divokém lovci“. Proslulá pověst o jeho milence Tove, která byla zavražděna přičiněním královny, inspirovala mnoho romantických básní. (Původně však zřejmě byl hrdinou této pověsti Valdemar I.)